# Hugging Face
Hugging Face, Inc. es una empresa franco-estadounidense que desarrolla herramientas para crear aplicaciones utilizando el aprendizaje automático. Es conocida por su biblioteca de  transformadores creada para aplicaciones de procesamiento de lenguaje natural y su plataforma que permite a los usuarios compartir conjuntos de datos y modelos de aprendizaje automático.

## Historia
La empresa fue fundada en 2016 por los franceses Clément Delangue, Julien Chaumond y Thomas Wolf, originalmente como una organización que desarrollaba una aplicación de chatbot dirigida a adolescentes. Después de abrir el modelo detrás del chatbot, la empresa hizo un giro para centrarse en el cometido de ser una plataforma para el aprendizaje automático. Su campo de acción es el  procesamiento del lenguaje natural (NLP), también se centra en otras áreas del aprendizaje automático (ML), como la visión de máquina (Machine Vision), el aprendizaje por refuerzo (Reinforcement Learning) o el aprendizaje supervisado (Supervised Learning). 
- En marzo de 2021 Hugging Face recaudó $ 40 millones en una ronda de financiación de la Serie B.[4]
- El 28 de abril de 2021 la compañía lanzó el taller de investigación BigScience en colaboración con varios otros grupos de investigación para lanzar un modelo grande de lenguaje abierto.[5] En 2022, el taller concluyó con el anuncio de BLOOM, un modelo de lenguaje grande multilingüe con 176 mil millones de parámetros.[6]
- El 21 de diciembre de 2021 la empresa anunció la adquisición de Gradio, una biblioteca de software que se utiliza para realizar demostraciones interactivas de navegador de modelos de aprendizaje automático.[7]
- El 5 de mayo de 2022 anunció su ronda de financiación Serie C liderada por Coatue y Sequoia.[8] La compañía recibió una valoración de $ 2 mil millones.
- El 13 de mayo de 2022 presentó su Programa de estudiantes embajadores (Student Ambassador Program) para ayudar a cumplir su objetivo de enseñar aprendizaje automático a 5 millones de personas para 2023.[9]
- El 26 de mayo de 2022  anunció una asociación con Graphcore para optimizar su biblioteca de Transformers para Graphcore IPU.[10]
- El 3 de agosto de 2022 anunció Private Hub, una versión empresarial de su Hugging Face Hub público que admite SaaS o implementación local.[11]
- En febrero de 2023 anunció una asociación con Amazon Web Services (AWS) que permitiría que los productos de Hugging Face estén disponibles para los clientes de AWS para usarlos como componentes básicos para sus aplicaciones personalizadas.[12] La compañía también dijo que la próxima generación de BLOOM se ejecutará en Trainium, un chip de aprendizaje automático patentado creado por AWS.[13][14]
- Mayo de 2023: Hugging Face y ServiceNow se asociaron para desarrollar StarCoder, un nuevo modelo de lenguaje de código abierto. El modelo creado como parte de la Iniciativa BigCode es una versión mejorada del modelo StarCoderBase entrenado en 35 mil millones de tokens de Python. StarCoder es un sistema gratuito de generación de código de IA alternativo a Copilot de GitHub, AlphaCode de DeepMind y CodeWhisperer de Amazon.[15]

## Hugging Face Hub
El Hugging Face Hub es una plataforma (servicio web centralizado) que aloja, según sus propias declaraciones, más de 120.000 modelos, 20.000 conjuntos de datos y 50.000 demos:
- Repositorios de código basados en Git, con funciones similares a GitHub, incluidas discusiones y solicitudes de incorporación de cambios para proyectos
- Modelos, también con control de versiones basado en Git
- Conjuntos de datos, principalmente en texto, imágenes y audio
- Aplicaciones web ("espacios" y "widgets"), destinadas a demostraciones a pequeña escala de aplicaciones de aprendizaje automático.

## Hugging Chat
Como sugiere el nombre, HuggingChat es una interfaz de chat de IA. El competidor del conocido ChatGPT se implementó junto con la organización sin fines de lucro LAION y su modelo Open Assistant. Al igual que ChatGPT, HuggingChat debe reaccionar a las entradas y, por ejemplo, escribir textos o códigos. Hugging Chat se lanzó en 2023 y, según HuggingFace, continuará expandiéndose.

## Otras bibliotecas
Además de Transformers y Hugging Face Hub, el ecosistema Hugging Face contiene bibliotecas para otras tareas, como el procesamiento de conjuntos de datos ("Datasets"), evaluación de modelos ("Evaluate"), simulación ("Simulate") y demostraciones de aprendizaje automático (" Gradio").

## Protección de datos
Hugging Face no almacena datos de clientes en forma de cargas útiles o tokens que se reenvían al punto final de inferencia. Almacenan registros durante 30 días. Todos los puntos finales de inferencia utilizan TLS/SSL para cifrar los datos en tránsito.